# II. třída okresu Plzeň-město
 II. třída okresu Plzeň-město (okresní přebor II. třídy) tvoří s ostatními skupinami II. třídy osmou nejvyšší fotbalovou soutěž v České republice. Hraje se každý rok od léta do jara se zimní přestávkou. Na konci ročníku nejlepší dva týmy postupují do I. B třídy Plzeňského kraje (do skupiny B) a dva nejhorší týmy sestoupí do III. třídy okresu Plzeň-město.

## Vítězové
| Ročník  | Vítězný tým          |
| ------- | -------------------- |
| 2004/05 | SK Senco Doubravka B |
| 2005/06 | TJ Sokol Plzeň-Letná |
| 2006/07 | SSK Bolevec B        |
| 2007/08 | SK Slovan Plzeň 1910 |
| 2008/09 | SKP Rapid Sport B    |
| 2009/10 | SK Petřín Plzeň B    |
| 2010/11 | SK Senco Doubravka B |
| 2011/12 | Sokol Lhota          |
| 2012/13 | SK Starý Plzenec     |
| 2013/14 | TJ Košutka Plzeň     |
| 2014/15 | SK Plzeň Bukovec     |
| 2015/16 | TJ Sokol Malesice    |
| 2016/17 | Sokol Lhota B        |
| 2017/18 | SK Slovan Plzeň 1910 |
| 2018/19 |                      |